# Матеја Њамцуловић
Матеја Њамцуловић (Београд, 2. октобра 2001) српски је фудбалер.

## Каријера
Прошавши млађе категорије фудбалског клуба Земуна, Њамцуловић је раду са првим тимом прикључен код тренера Милана Милановића, лета 2018. Свој први наступ у сениорској конкуренцији забележио је на отварању сезоне 2018/19. у Суперлиги Србије, против екипе Чукаричког. Њамцуловић је на тој утакмици у игру ушао уместо Алексе Марковића 81. минуту, а у судијској надокнади времена искључен је због друге јавне опомене. Први погодак за Земун постигао је у 24. колу Прве лиге Србије, против екипе Новог Пазара. До краја наредне сезоне забележио је укупно 6 наступа као бонус играч, а затим је и наредне сезоне наставио да игра у истом статусу као стандардни првотимац. Њамцуловић је уврштен у идеални тим 15. кола Прве лиге, према избору Спортског журнала. Лета 2021. године потписао је за ИМТ.

## Статистика

### Клупска
Ажурирано 28. августа 2023.
|          |          |                  |    |   |   |   |   |   |   |   |    |   |  |  |
| Земун    | 2018/19. | Суперлига Србије | 1  | 0 | 0 | 0 | — | — | — | — | 1  | 0 |  |  |
| Земун    | 2019/20. | Прва лига Србије | 6  | 1 | 0 | 0 | — | — | — | — | 6  | 1 |  |  |
| Земун    | 2020/21. | Прва лига Србије | 16 | 0 | 1 | 0 | — | — | — | — | 17 | 0 |  |  |
| Земун    | Укупно   | Укупно           | 23 | 1 | 1 | 0 | — | — | — | — | 24 | 1 |  |  |
|          |          |                  |    |   |   |   |   |   |   |   |    |   |  |  |
| ИМТ      | 2021/22. | Прва лига Србије | 4  | 0 | 1 | 0 | — | — | — | — | 5  | 0 |  |  |
|          |          |                  |    |   |   |   |   |   |   |   |    |   |  |  |
| Каријера | Каријера | Каријера         | 27 | 1 | 2 | 0 | — | — | — | — | 29 | 1 |  |  |
|          |          |                  |    |   |   |   |   |   |   |   |    |   |  |  |